# Wodzisław Śląski

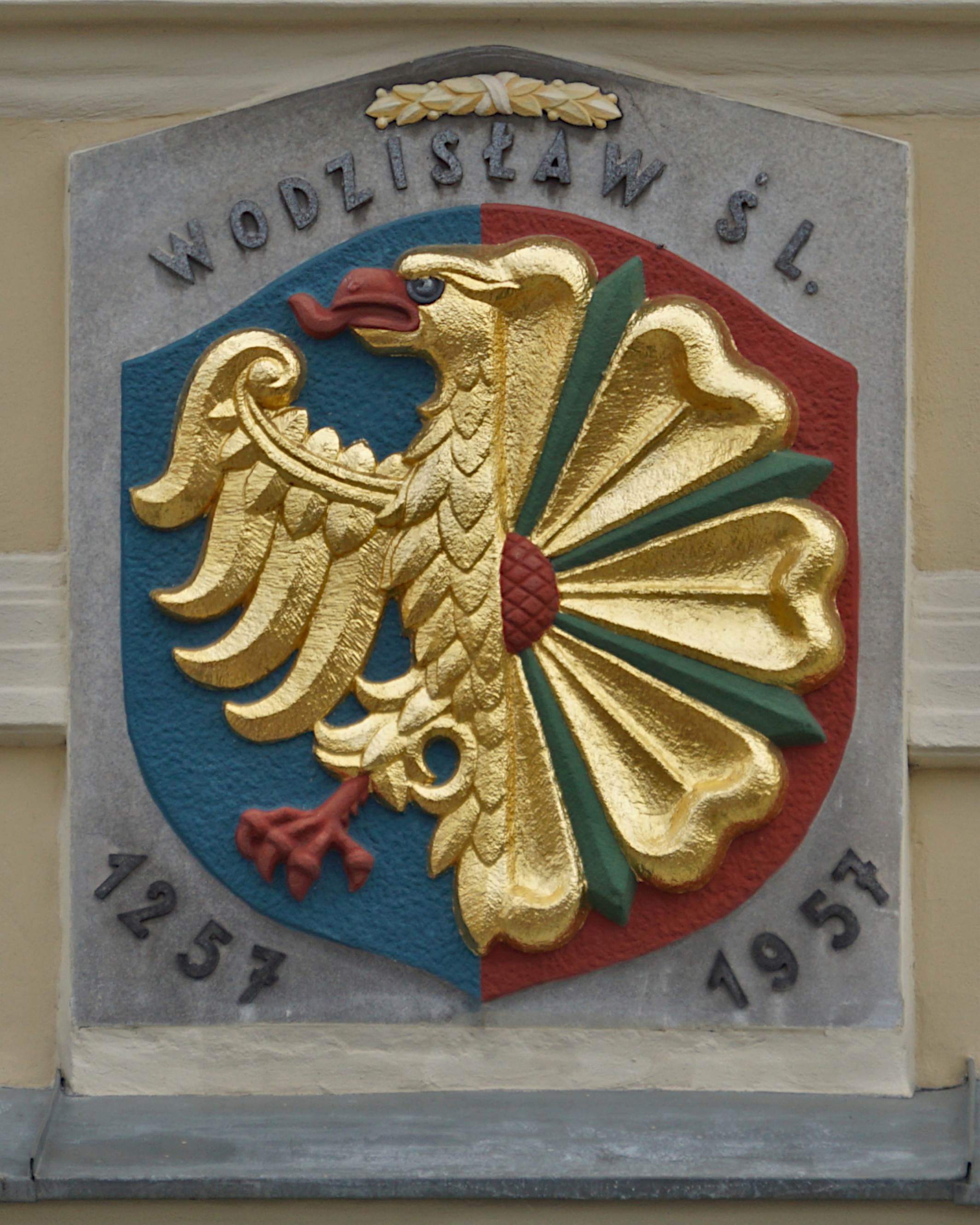
Wappen von Loslau an der Fassade des Schlosses der Familie Dietrichstein

Wodzisław Śląski [vɔˈd͡ʑiswaf ˈ ɕlɔ̃skʲi] (deutsch: Loslau) ist eine Stadt in der Woiwodschaft Schlesien in Polen. Sie ist zugleich Sitz des Powiat Wodzisławski.

## Geographie

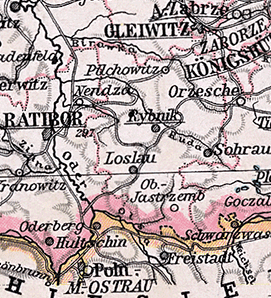
Loslau auf einer Landkarte von 1905

Die Stadt liegt in der Region Oberschlesien auf 275 m ü. NHN, rund 50 Kilometer südwestlich von Katowice (Kattowitz) und etwa 25 Kilometer nördlich von Ostrava (Ostrau) in unmittelbarer Nähe der Landesgrenze zu Tschechien.

### Stadtgliederung
Auf Beschluss des Stadtrats vom 28. Juni 1996 wurde das Stadtgebiet von Wodzisław Śląski in neun Stadtteile gegliedert:
- Jedłownik Osiedle
- Jedłownik (Jedlownik)-Turzyczka (Klein Thurze)-Karkoszka (Krausendorf)
- Kokoszyce (Kokoschütz)
- Nowe Miasto (Neustadt)
- Trzy Wzgórza (Drei Hügel)
- Radlin II (Radlin Zweite)
- Stare Miasto (Altstadt)
- Wilchwy (Wilchwa)
- Zawada

## Geschichte

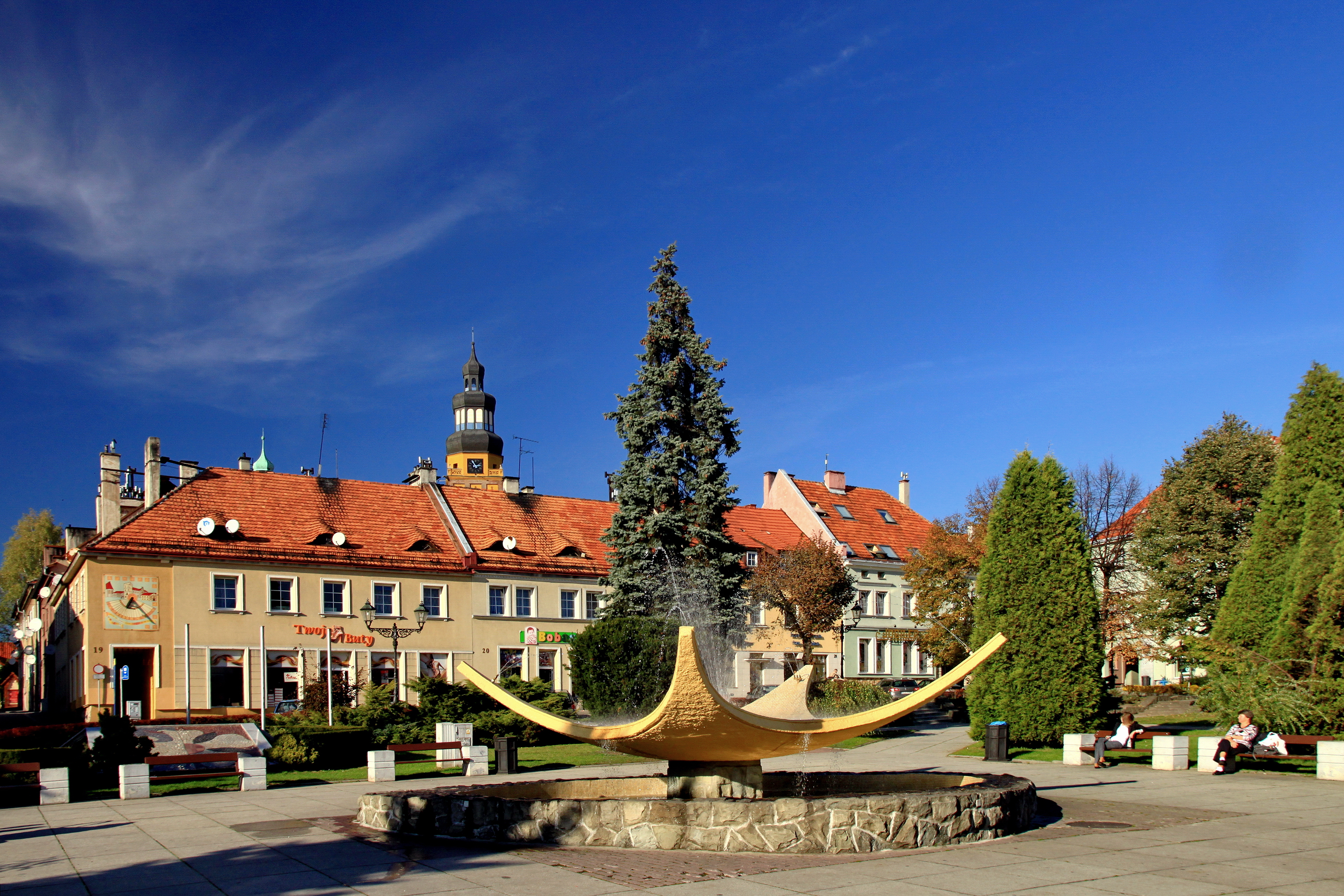
Marktplatz

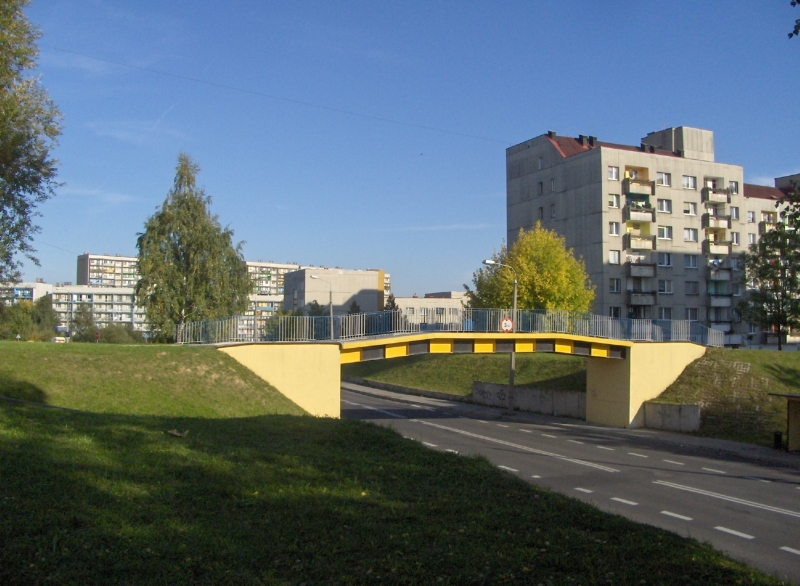
Wohnsiedlung Piastów

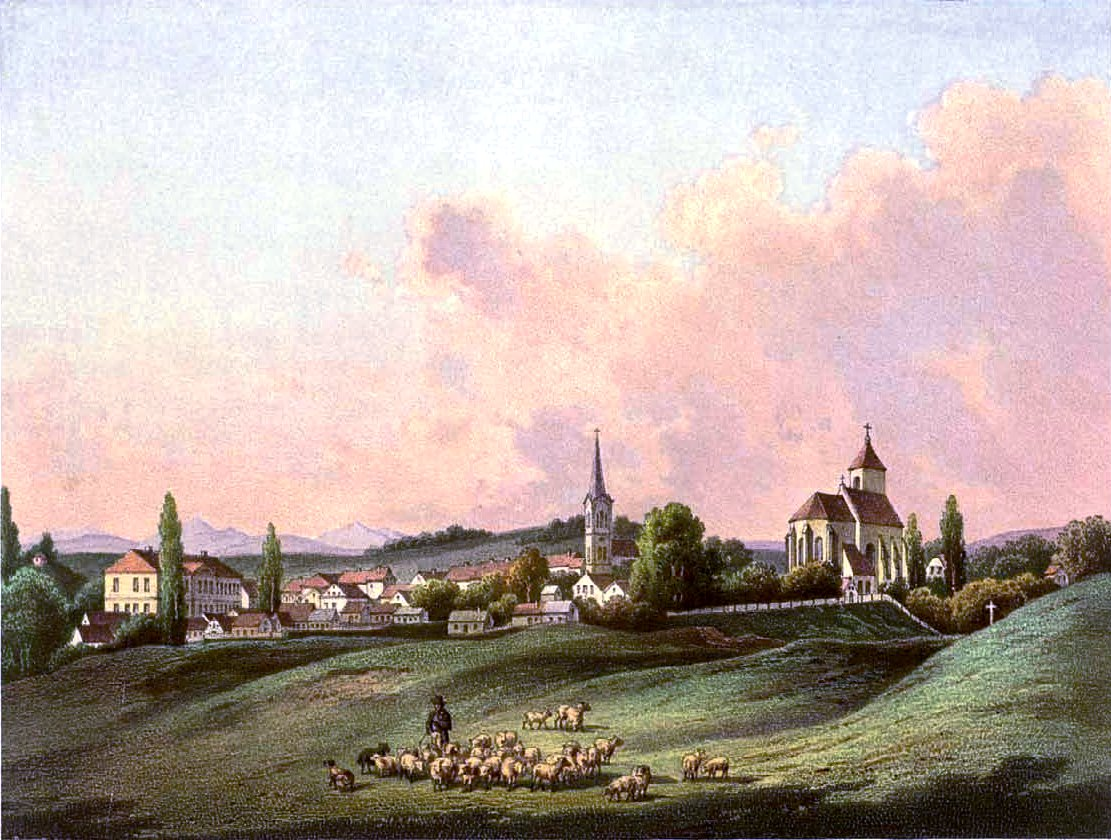
Loslau um 1860, Sammlung Alexander Duncker

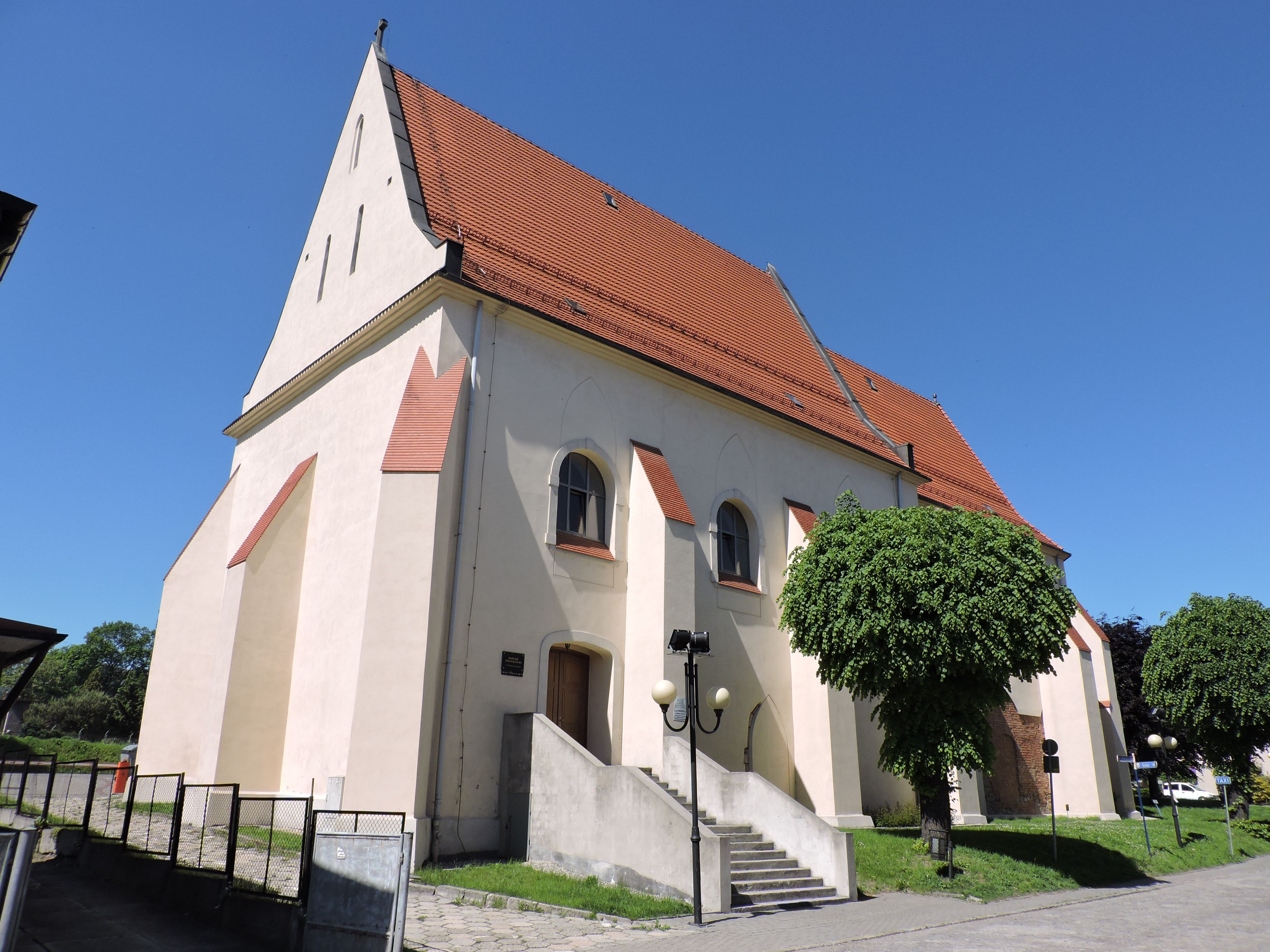
Dreifaltigkeitskirche, 14. Jahrhundert

Die Ursprünge der Stadt sind unbekannt. Besonders verheerend war der Mongolensturm im Jahre 1241. 1257 wurde Loslau nach Magdeburger Stadtrecht vom Oppelner Herzog Wladislaus I. gegründet und wiederaufgebaut. Er hatte wahrscheinlich 1257 das Minoritenkloster Loslau gegründet. 
Von 1464 bis 1483 war Loslau Sitz des damals přemyslidischen Herzogtums Loslau. Von 1515 an war der Inhaber der Herrschaft Loslau ein Status minor, d. h. ein Stand ohne Stimmrecht auf den Fürstentagen, in Abgrenzung zu den Freien Standesherren.
Nach dem Ersten Schlesischen Krieg 1742 fiel Loslau mit dem größten Teil Schlesiens an Preußen. Die Stadt gehörte seit 1818 zum Kreis Rybnik im Regierungsbezirk Oppeln der Provinz Schlesien. Am Anfang des 20. Jahrhunderts hatte Loslau eine evangelische Kirche, eine katholische Kirche, eine Synagoge, eine Lungenheilanstalt, eine Ziegelei, eine Bierbrauerei und Zigarrenfabrikation. Loslau war Sitz eines Amtsgerichts.
Bei der Volksabstimmung in Oberschlesien 1921 über die zukünftige staatliche Zugehörigkeit des Gebiets des Kreises Rybnik entschied sich eine Mehrheit für die Angliederung an Polen, so dass der größte Teil des Kreises, einschließlich der Stadt Loslau, 1921 an Polen abgetreten wurde.
Loslau war als Eisenbahnknotenpunkt eines der beiden Zielorte des von der SS brutal angetriebenen Todesmärsche der überlebenden KZ-Häftlinge aus Auschwitz, die zwischen dem 19. und dem 23. Januar 1945 Gleiwitz und das 60 km entfernte Loslau erreichten.

## Demographie
| Jahr | Einwohnerzahl | Anmerkungen |
| ---- | ------------- | --- |
| 1742 | kaum 700      | [ 4 ] |
| 1753 | 0768          | [ 4 ] |
| 1780 | 0883          | [ 4 ] |
| 1791 | 0963          | [ 4 ] |
| 1800 | 1133          | [ 4 ] |
| 1803 | 1311          | [ 5 ] |
| 1810 | 1319          | [ 5 ] |
| 1812 | 1324          | [ 4 ] |
| 1816 | 1400          | davon 88 Evangelische, 1120 Katholiken, 192 Juden |
| 1820 | 1367          | [ 4 ] |
| 1825 | 1559          | darunter 69 Evangelische, 252 Juden |
| 1830 | 1695          | [ 4 ] |
| 1821 | 1373          | [ 5 ] |
| 1840 | 1990          | davon 87 Evangelische, 1582 Katholiken, 321 Juden |
| 1850 | 1776          | [ 4 ] |
| 1855 | 2277          | ohne Schloss und Vorwerk Loslau (48 Einwohner) |
| 1860 | 2408          | [ 4 ] |
| 1861 | 2503          | mit Schloss und Vorwerk Loslau, davon 112 Evangelische, 1990 Katholiken, 401 Juden                                                                            |
| 1867 | 2349          | am 3. Dezember |
| 1871 | 2401          | darunter 120 Evangelische und 450 Juden (1300 Polen); nach anderen Angaben 2401 Einwohner (am 1. Dezember), davon 67 Evangelische, 2022 Katholiken, 303 Juden |
| 1900 | 2701          | meist Katholiken |
| 1905 | 3126          | [ 11 ] |
| 1910 | 3493          | ohne Schloss und Gutsbezirk Loslau mit (am 1. Dezember) 68 Einwohnern                                                                                         |

## Verkehr
Die Stadt ist über die  Autobahn A1 und die Straßen DK78, DW932,  DW933 und  DW936 an das überregionale Straßennetz angebunden.
Sie hat einen Bahnhof an der Strecke Bohumín–Chałupki–Wodzisław–Rybnik–Kattowitz

## Kultur
- Museen Wodzisław, Kubsza 2 Straße
- Kino, WCK Gladbeck Platz
- Stadion, Bogumińska 8 Straße

## Städtepartnerschaften
Wodzisław Śląski unterhält mit folgenden Städten Partnerschaften:
- Alanya, Türkei
- Gladbeck, Deutschland

## Persönlichkeiten

### Söhne und Töchter der Stadt
- Eleasar Löw (1758–1837), Rabbiner
- Benjamin Wolf Löw (1773–1851), polnisch-ungarischer Rabbiner, Talmudgelehrter
- Carl Graf von Reichenbach (1778–1820), preußischer Regierungspräsident von Oppeln (1816–1820)
- Jacob Hamburger (1826–1911), deutscher Rabbiner, Bibelforscher, Lexikograph und Enzyklopädist
- Alexander von Schalscha (1836–1895), Reichstags- und Landtagsabgeordneter (Zentrum)
- Paul Pospiech (1878–1922), römisch-katholischer Geistlicher und Politiker, Reichstagsabgeordneter
- Wanda Treumann (1883–1963), deutsche Schauspielerin und Filmproduzentin
- Hugo Heinrich Figulla (1885–1969), deutsch-britischer Altorientalist
- Alojzy Adamczyk (1895–1940), Widerstandskämpfer
- Bolesław Kominek (1903–1974), Erzbischof von Breslau
- Barbara Haeger (1919–2004), deutsche Bildhauerin
- Tadeusz Kijonka (1936–2017), polnischer Dichter, Journalist, Dramaturg und Politiker
- Herbert Rösch (* 1943), deutscher Kommunalpolitiker
- Idzi Panic (* 1952), polnischer Historiker, Professor
- Henryk Siedlaczek (* 1956), polnischer Politiker
- Bogdan Marcinkiewicz (* 1966), polnischer Politiker
- Piotr Sowisz (* 1971), polnischer Fußballspieler
- Grzegorz Karnas (* 1972), polnischer Jazzsänger
- Tomasz Sikora (* 1973), polnischer Biathlet
- Sławomir Elsner (* 1976), polnischer Künstler
- Leszek Blanik (* 1977), polnischer Kunstturner
- Wojtek Czyz (* 1980), deutscher Paralympic-Goldmedaillen-Gewinner
- Claudia Ciesla (* 1987), polnisches Model
- Damian Rączka (* 1987), polnischer Fußballspieler
- Kamil Wilczek (* 1988), polnischer Fußballspieler
- Ewelina Kamczyk (* 1996), polnische Fußballspielerin

### Persönlichkeiten, die im Ort gewirkt haben
- Joseph Rölle (1815–1870), deutscher Gutsbesitzer und Politiker, Bürgermeister von Loslau